# رؤیای نرگس
رؤیای نرگس یک مجموعه تلویزیونی محصول سال ۱۳۷۴ به کارگردانی مسعود رشیدی، نویسندگی و تهیه‌کنندگی می‌باشد که از برنامه سیمای خانواده شبکه یک پخش شد.

## بازیگران
- گیتی معینی
- آذر داداش پور
- تورج تهرانی
- سپیده حسینی
- سروش خلیلی
- سعید آقاخانی
- سیامک قیاسی
- شاپور مهربان
- شهروز عینی
- شیرین عسگری گهر
- علی محمدی
- غلامرضا اصانلو
- فاطمه دری
- محسن لوازنی
- مرتضی نیکخواه
- ملیحه اکبری
- ملیحه نظری
- منوچهر هادی
- نفیسه حسینی